# المهدية (الجزائر)
المهدية، هي قرية جزائرية موجودة في بلدية عين أرنات، التابعة إلى دائرة عين أرنات الكائنة بـ ولاية سطيف. بتعداد سكاني يفوق 8 000 نسمة (2008)

## تاريخ
كانت تسمى «ماكودنالد» إبان الفترة الاستعمارية.
أول بيت بني فيها هو بيت بناه لقوادمه حوالي سنة 1918م، وكانت في ذلك الوقت تسمى «عبد الباق»، والحقيقة هي اسمها عبد الباقي وهو رجل بنى أول بيت بها حيث يوجد اشجار أو بقايا اشجار من التين في ذراع زاده وكانت هناك مزرعة قد اندثرت وبناها عبد الباقي ومن آثار هذه المزرعة الجزائرية.

## التعريف بالمنطقة
المهدية هي منطقة تابعة لبلدية عين أرنات، الكائنة بـ دائرة عين أرنات، التابعة لولاية سطيف الجزائرية. يبلغ تعداد سكانها حوالي 9 000 نسمة إحصاء 2008 م، وتقع على محور الطريق الوطني رقم 5، وعلى بعد حوالي 15 كيلومتر غرب مركز الولاية (سطيف).

## تنمية
عرفت تغيرا نسبيا منذ 2007م، بعد أن مدت بأنابيب الغاز الطبيعي وإنشاء مساكن اجتماعية وتساهمية، وقد توفرت على جميع المرافق الهامة والعامة.
في سنة 2017، تدعمت منطقة المهدية ببرنامج كبير لإنجاز 1000 وحدة سكنية في إطار البيع بالإيجار التابعة لوكالة عدل.

## المرافق
يوجد بها
- ثلاث مدارس ابتدائية منها ابتدائية قوادمة السعيد[5]
- متوسطة واحدة
- ثانوية المهدية[6]
- عيادة للخدمات الصحية[1]
- تحتوي المرافق الرياضية على ملعب بلدي، ومشروع انجاز قاعة متعددة الرياضات.[1] وينشط بها فريق أمل المهدية الذي تُوِّج بكأس الولاية سنة 2019.[7]

## الاقتصاد
أهم المنتوجات: فبالإضافة إلى الحبوب بأنواعها، اتجه المزارعون في السنوات الأخيرة نحو زراعة الخضروات.